# Nanzhuang, Yunnan
Nanzhuang Zhen (kinesiska: 南庄, 南庄镇) är en köping i Kina. Den ligger i provinsen Yunnan, i den sydvästra delen av landet, omkring 150 kilometer söder om provinshuvudstaden Kunming. Antalet invånare är 46 696. Befolkningen består av 22 637 kvinnor och 24 059 män. Barn under 15 år utgör 20,0 %, vuxna 15-64 år 72 %, och äldre över 65 år 7,0 %.
Genomsnittlig årsnederbörd är 1 016 millimeter. Den regnigaste månaden är juni, med i genomsnitt 198 mm nederbörd, och den torraste är februari, med 12 mm nederbörd.